# 전복
전복(全鰒, abalone)은 전복목, 전복과(Haliotidae), 전복속(Haliotis)에 속하는 연체동물의 총칭이다. 귀조개라고도 한다.
몸길이는 2-30cm이며, 모양은 긴 타원형이다. 전복은 넓적한 근육성 발이 있어 바위에 붙어 치설로 식물을 갉아 먹는다. 발은 크고 넓으며, 머리에는 한 쌍의 더듬이와 눈이 있다. 암수딴몸이지만 외부 생식기는 발달하지 못했다. 그러나 생식선(生殖腺)이 황백색인 것이 수컷이고 녹색인 것이 암컷이다.
암초가 많은 수역에서 서식하기 때문에 외해의 도서나 육지에서 가까운 암석이 튀어나온 수역으로서 해수가 깨끗하고 갈조류가 많은 곳에서 자란다.
제주도의 전복이 맛의 방주에 등재되어 있다.

## 전복을 활용한 요리
- 전복죽
- 전복 버터구이
- 전복 회
- 전복물회

## 먹이
다시마·대황·미역·감태·파래 등의 해조류

## 효능
아미노산 풍부, 원기회복 도움, 동맥경화, 고혈압 등 혈관질환 예방, 아르기닌 성분으로 지방을 분해, 체중 감량에 도움이 된다. 밀전복의 껍질을 말려 가루로 만든 것을 석결명이라고 하는데 눈을 보호해주는 효능이 있어 한약재로 쓰인다.

## 제철
한국에서 전복이 가장 맛있는 시기는 8월부터 10월 사이이다.

## 전복의 동결에 관한 연구
생 전복을 액체질소동결, 송품동결, 반송풍동결, 정지공기동결의 네 가지 동결방법으로 동결하여 -20℃에서 3개월간 저장하여 동결방법에 의한 전복근육의 물성적 변화, 단백질의 변성 등을 검토하여 다음과 같은 결과를 얻었다. 1) 생전복의 사후경직은 다른 어류보다 빨랐다. 2) 압축시험치, 전단시험치는 액체질소동결을 제지하고는 동결방법에 의한 차는 없었고, 저장기간이 길어짐에 따라 악간 감소하였다. 3) 염가용성질소는 동결저장기간중 용출량이 완만하게 감소하였다. 4) 유리수의 유출량은 패주와 다리 사이에는 차가 있었고, 저장기간중 패주는 유리수가 증가하는 경향이었다. 5) Texture의 Panel test 결과 저장기간을 통하여 Texture가 감소하는 경향이었으며, Texture의 변화는 유리수치 변화(P<0.01), 단백질의 변성 (P<0.05), 압축시험치의 변화(P<0.05)와 유의의 상관관계가 있었다.

## 사진

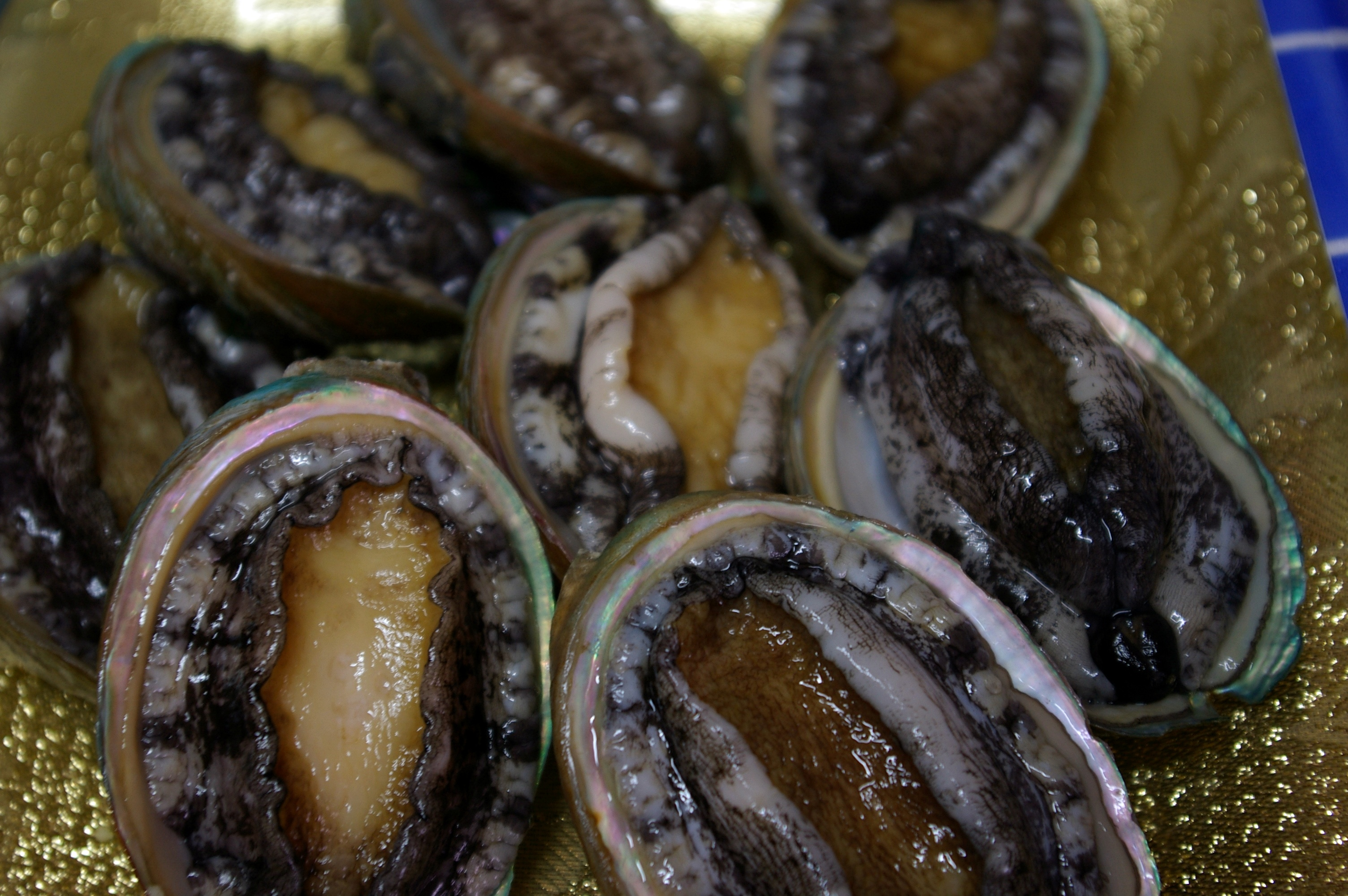
대한민국산 전복

## 같이 보기
- 별미

## 참고 자료
- 이 문서에는 다음커뮤니케이션(현 카카오)에서 GFDL 또는 CC-SA 라이선스로 배포한 글로벌 세계대백과사전의 내용을 기초로 작성된 글이 포함되어 있습니다.